# 木崎さと子
木崎 さと子（きざき さとこ、1939年11月6日 - ）は、日本の小説家。芥川賞作家。

## 経歴・人物
旧満洲国の新京（現在の長春）に生まれる。本名は原田正子。父は応用化学者の横山辰雄（1904年 - 1993年、1927年東京帝国大学理学部応用化学科卒業、1961年工学博士、富山大学名誉教授）。4歳で母を失い、継母に育てられる。皆川博子は従姉（父の妹の長女）で、少女時代に文学を教えられた。敗戦時、満洲でソ連兵や中国人の横暴を目の当たりにする。引き揚げ後、沼津、富山へ移る。富山県高岡市で少女期を送り、1958年、富山県立高岡高等学校を経て、1960年、東京女子大学短期大学部英文科卒業。帝人に就職する。1962年、植物発生生理学者の原田宏（1930年6月1日 - 2023年1月7日、筑波大学名誉教授）と結婚し、渡仏する。1963年、米国カリフォルニア州パサディナ、1964年再度フランス。二女を儲け、パリ大学で比較文学などを学ぶ。1974年、夫の筑波大学就職により帰国し、松戸市岩瀬に居住する。1976年、夫のユネスコ本部出向で渡仏する。1979年、帰国、創作を始める。1980年、「裸足」で第51回文學界新人賞を受賞する（この時、木崎さと子の筆名を用いる）。1982年、カトリック受洗。1984年、親友の叔母をモデルに、自然死を選んだ癌患者の生き方を描いた短編『青桐』で第92回芥川賞を受賞する。1988年、『沈める寺』で芸術選奨新人賞を受賞する。

## 著作

### 小説
- 『裸足』（1982年11月 文藝春秋）
- 『青桐』（1985年3月 文藝春秋 / 1988年2月 文春文庫）
- 『海と蝋燭』（1985年6月 福武書店）
- 『沈める寺』（1987年6月 新潮社）
- 『波 ハーフ・ウェイ…』（1988年7月 文藝春秋）
- 『山賊の墓』（1989年5月 講談社）
- 『幸福の谷』（1990年4月 文藝春秋）
- 『鏡の谷』（1990年10月 新潮社）
- 『跡なき庭に』（1991年6月 文藝春秋）
- 『時の雫』（1991年7月 中央公論社）
- 『幸福の小さな扉』（1994年2月 河出書房新社）
- 『光る沼』（1996年6月 新潮社）
- 『誕生石物語』（1999年8月 河出書房新社）
- 『星降る街の物語』（1999年9月 河出書房新社）
- 『蘇りの森』（1999年12月 文藝春秋）
- 『緋の城』（2002年2月 新潮社）
- 『小説 聖書の女性たち』（2004年9月 日本キリスト教団出版局）

### 児童書
- 『うみをわたったこぶた』黒井健絵（2004年4月 岩崎書店）
- 『ダーチャのいのり』黒井健絵（2005年10月 女子パウロ会）
- 『キリシタンの祈り』小山硬画（2008年8月 女子パウロ会）

### エッセイ・ノンフィクションなど
- 『もうひとつの幸福』（1987年2月 海竜社）
- 『愛の聖母子』（1988年2月 講談社）
- 『美しい出会い 道ひとすじの人々を訪ねて』（1988年7月 女子パウロ会）
- 『いのちの波にかがやく』（1991年10月 女子パウロ会）
- 『自分らしく生きること 自分らしく死ぬこと』（1995年12月 海竜社）
- 『夢の記憶 ある神父への手紙』（1997年12月 岩波書店）
- 『聖書物語 ビジュアル版』（2000年10月 講談社）角川ソフィア文庫、2017
- 『今を生きる女子修道会 現代社会への挑戦』（2006年5月 女子パウロ会）
- 『路上からの復活』（2010年6月 女子パウロ会）

### 共著
- 『いのちの海 木崎さと子・中村桂子往復書簡集』（1991年6月 人文書院）
- 『女性作家シリーズ17　安西篤子・山本道子・岩橋邦枝・木崎さと子』（1998年7月 角川書店）
- 『絵本・新編グリム童話選』髙村薫,松本侑子,阿川佐和子,大庭みな子,津島佑子,中沢けい,皆川博子共著 毎日新聞社 2001　『グリムの森へ』（2015年3月 小学館文庫）

### 英訳された作品
- The Phoenix Tree and Other Stories（『青桐』他）、Carol A.Flath 訳　（1990年3月 講談社インターナショナル）
- The Sunken Temple（『沈める寺』）Carol A.Flath訳 （1993年1月 講談社インターナショナル）